# 馬腰村

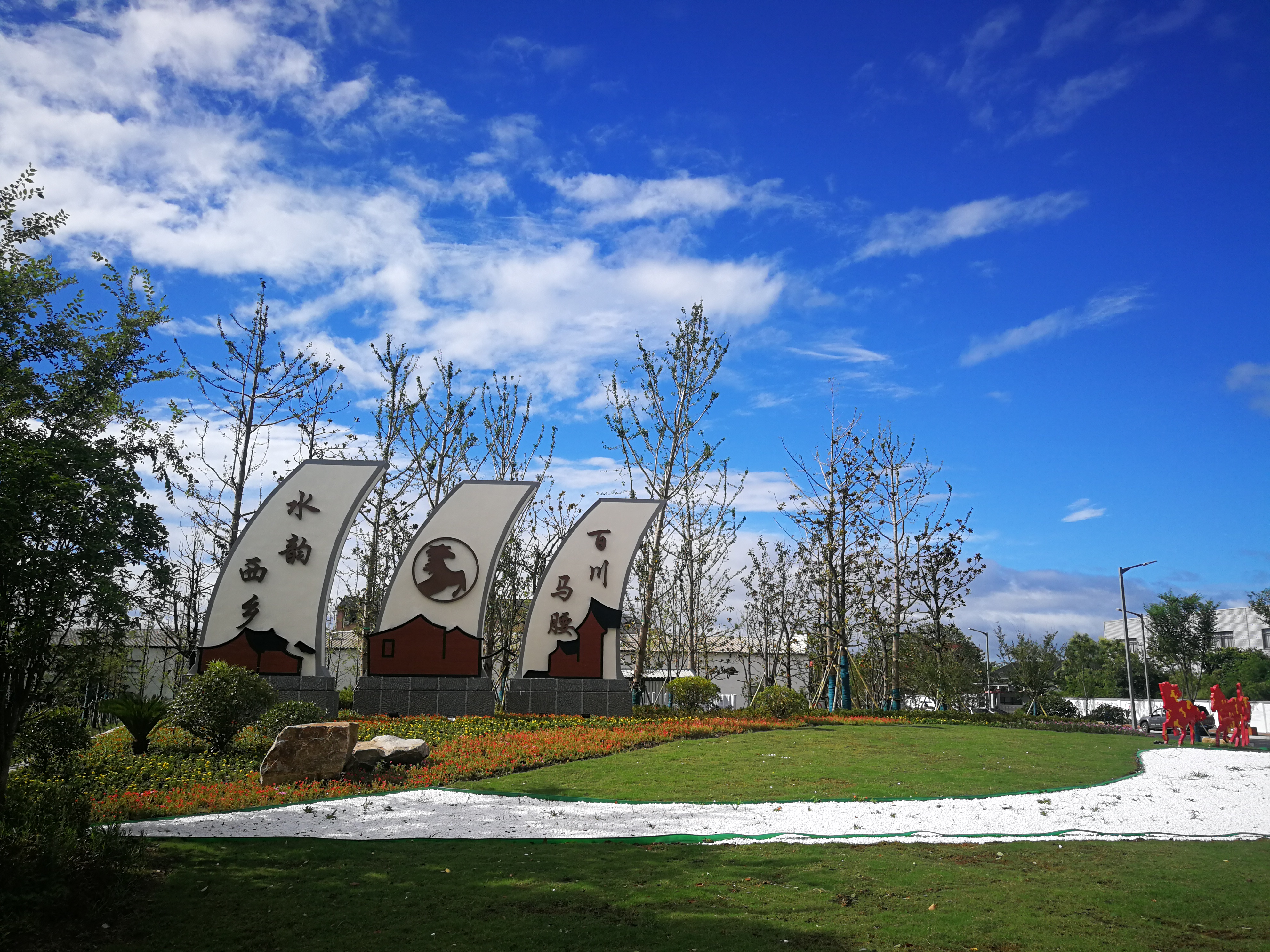
马腰

馬腰村隸屬於浙江省湖州市南浔区南浔镇，原馬腰鎮政府所在地，位於南潯鎮西南端，2002年行政村區劃調整時由原來馬腰村與查家橋水產村，居民會合並為中心村。村域面積5.5平方公里。耕地面積3605畝。
全村共有30個生產隊，26個自然村，1個集鎮，全村總戶數1423戶（其中農業戶口644戶，非農業戶口779戶）總人口4286，其中農業戶口2225人，非農業戶口1960人，勞動力1138人。   
2007年村集體經濟收入達86萬元，工農業總產值4.6億元，農民人均純收入達到12000元。個私企業近80家，其中年銷售收入500萬以上的規模企業8家，主要以木制業為主。

## 外部連結
- 馬腰村 （页面存档备份，存于）